# Sant Bartomeu de Baiasca
Sant Bartomeu de Baiasca és l'antiga església parroquial romànica del poble de Baiasca, en el terme municipal de Llavorsí, a la comarca del Pallars Sobirà. Està situada una mica allunyada al nord-oest del poble.

## Descripció
Només es conserva un absis, el mur de la façana i vestigis de basaments de murs. Amb aquestes restes podem saber que es tractava d'un edifici d'una sola nau, amb dos absis semicirculars, precedits de trams presbiterals. A causa del seu emplaçament, aprofitant l'estret cim del serrat, l'església presenta una orientació molt anòmala, amb els absis al Sud-oest i la façana principal al Nord-est. La porta, ben conservada, és d'arc de mig punt fet amb petites dovelles. L'aparell és de carreu irregular de pedra tosca, més ordenat al mur Nord-est que no pas a l'absis, on trobem decoració de lesenes. Es tracta d'un edifici de gran interès per la singularitat de la seva tipologia, poc freqüent a la Catalunya alt-medieval. Són del mateix tipus l'església de Sant Andreu de Llimiana, encara que més monumental, i l'església canonical de Santa Maria d'Espirà a l'Aglí, construïda al segle xii.

## Història
L'única referència documental coneguda d'aquesta església data de l'any 1575, quan en la visita pastoral el visitador fa constar que s'ha de reparar el llosat de l'edifici, i a la visita del 1758 es fa constar que a Biasca hi ha una confraria de Sant Bartomeu.
Les ruïnes d'aquesta església són situades al cim d'un serrat que fa la partió entre dos torrents i a prop d'un grup de bordes, a llevant del poble de Biasca. Per anar-hi cal seguir un camí des del poble de Biasca en direcció a llevant, seguint el riu, en vint minuts de caminada trobem les ruïnes, visibles des de l'arribada al poble.